# Kądziel

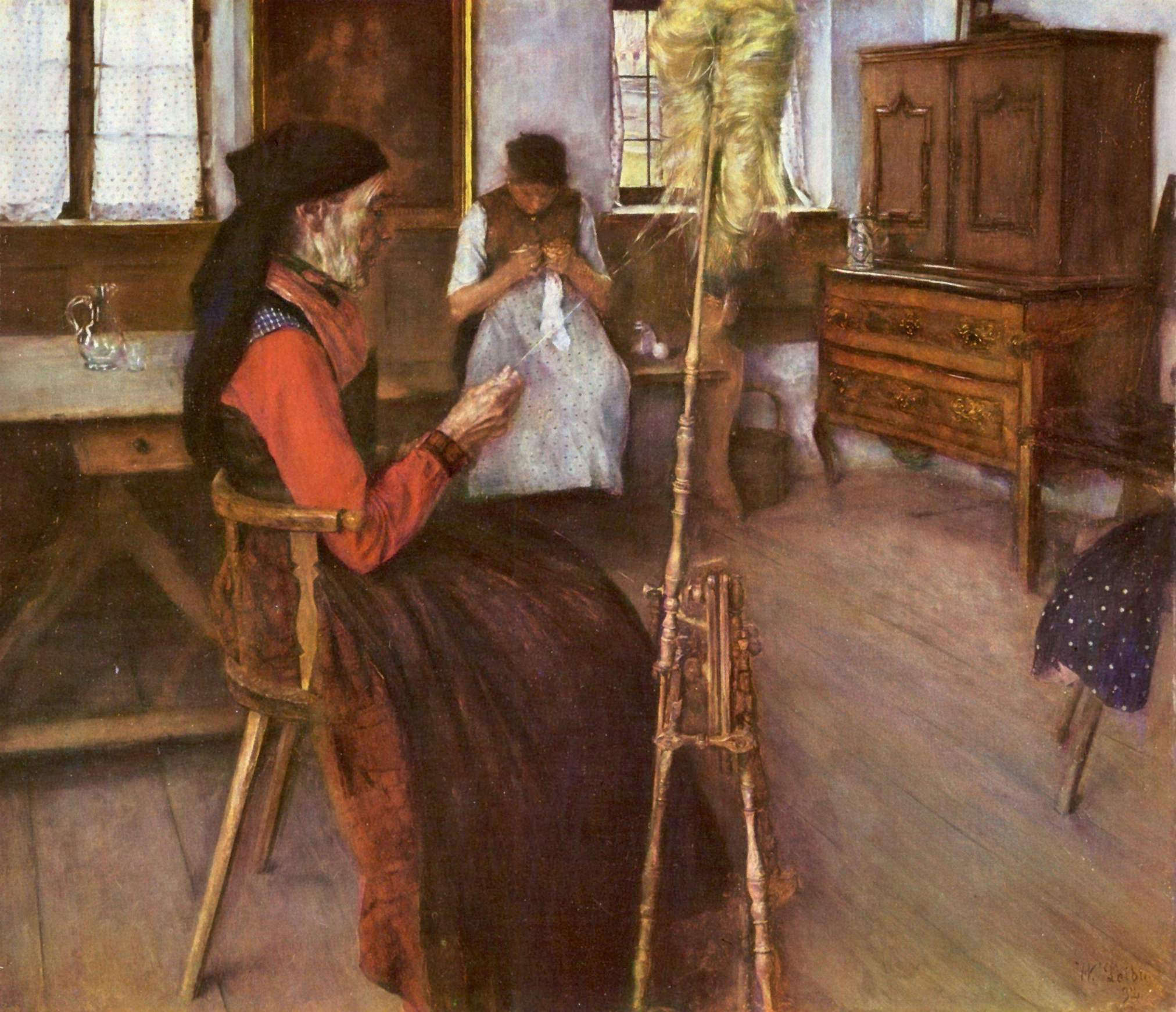
Prządka z kądzielą przy kołowrotku (mal. Wilhelm Leibl, 1892)

Kądziel – w przemyśle włókienniczym pęk włókien (lnianych, konopnych lub wełnianych) do przędzenia, umocowany na krążku przęślicy lub kołowrotku.
Przędzeniem ręcznym zajmowały się najczęściej kobiety. Prządka wyciągała z kądzieli pasemka włókien i zwilżała jej śliną, aby włókna lepiej się skręcały. Po przymocowaniu końcówki przędzionej nici do wrzeciona wprawiała go w ruch wirowy. Wrzeciono naprężało i skręcało nić. Do przędzenia używano później pierwszego urządzenia mechanicznego, jakim był kołowrotek.
Zwyczaj panujący w niektórych okolicach Polski wymagał, by pannie młodej wręczano kądziel na znak, iż odtąd przędzą wykonaną przez siebie będzie okrywać rodzinę.
To również staropolski określnik stopnia pokrewieństwa w linii żeńskiej („po kądzieli”).